# 蝟島

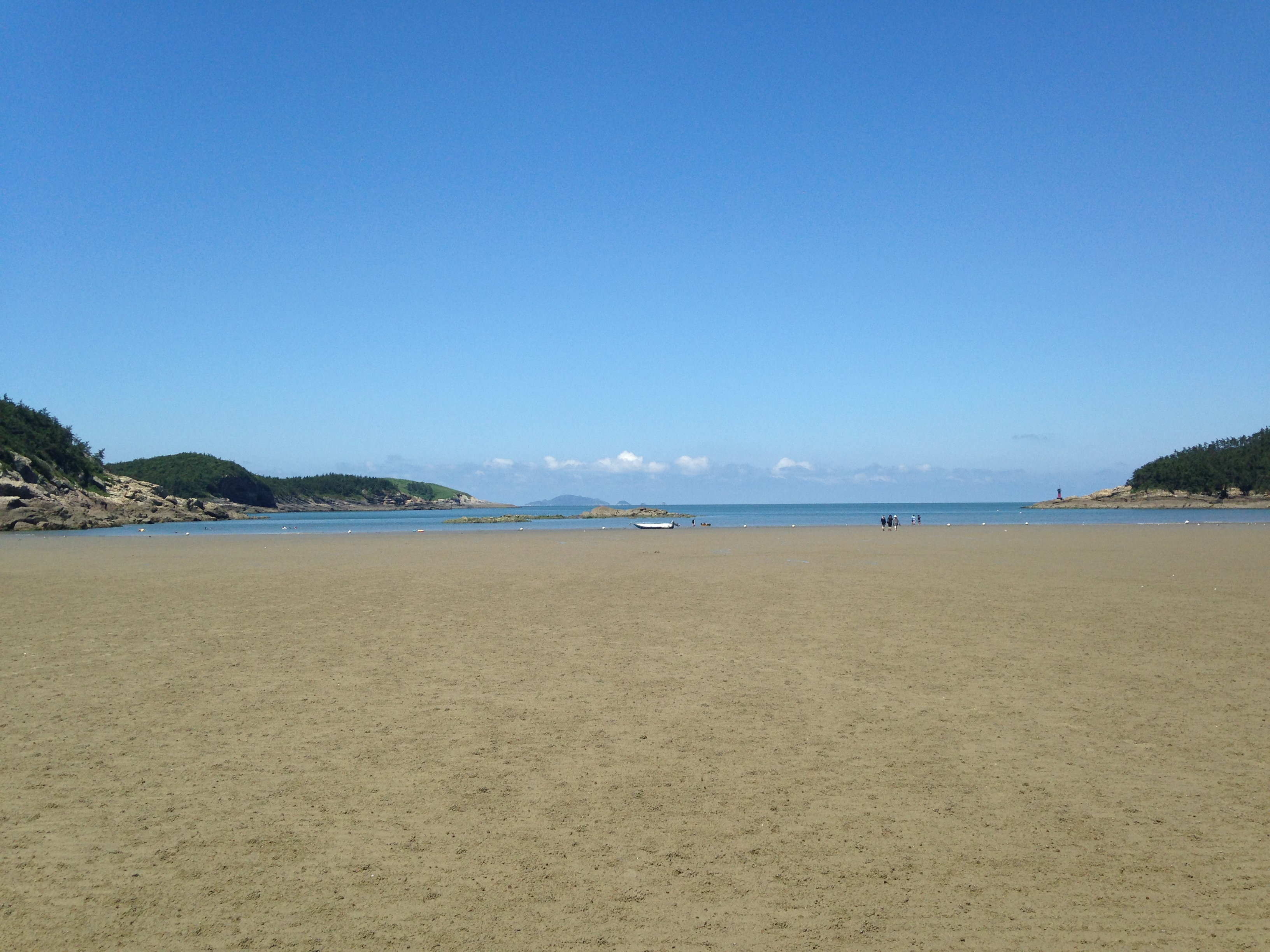

猬岛（：／ Wido */?），是大韩民国的岛屿，位于全罗北道海岸，由6个有人居住的岛屿和24个无人居住的岛屿组成，行政上由扶安郡负责管辖。